# Леттоманоппелло
Леттоманоппелло (італ. Lettomanoppello) — муніципалітет в Італії, у регіоні Абруццо, провінція Пескара.
Леттоманоппелло розташоване на відстані близько 135 км на схід від Рима, 55 км на схід від Л'Аквіли, 30 км на південний захід від Пескари.
Населення — 3002 особи (2014).
Щорічний фестиваль відбувається 6 грудня. Покровитель — святий Миколай.

## Демографія
Населення за роками:

Станом на 1 січня 2023 року в муніципалітеті офіційно проживали 42 іноземці з 10 країн, серед них 14 громадян країн Євросоюзу та 10 громадян України.

## Сусідні муніципалітети
- Аббатеджо
- Маноппелло
- Преторо
- Роккамориче
- Скафа
- Серрамоначеска
- Турриваліньяні